# خورخي مادوريرا
خورخي مادوريرا هو لاعب كرة قدم برتغالي في مركز الوسط، ولد في 5 فبراير 1976 في ماتوسينهوس في البرتغال. شارك مع منتخب البرتغال تحت 16 سنة لكرة القدم ومنتخب البرتغال تحت 17 سنة لكرة القدم ومنتخب البرتغال تحت 18 سنة لكرة القدم ومنتخب البرتغال تحت 20 سنة لكرة القدم ومنتخب البرتغال تحت 21 سنة لكرة القدم. أما مع النوادي، فقد لعب مع أكاديميكا كويمبرا وديبورتيفو داس أيفيس ونادي بورتو ونادي جل فيسنتي.

## وصلات خارجية
- خورخي مادوريرا على موقع الاتحاد الدولي (مؤرشف)  (الإنجليزية)
- خورخي مادوريرا على موقع قاعدة بيانات كرة القدم.إي يو (الإنجليزية)
- خورخي مادوريرا على موقع عالم كرة القدم.نت (الإنجليزية)